# Tylos niveus
Tylos niveus är en kräftdjursart som beskrevs av Gustav Budde-Lund 1885. Tylos niveus ingår i släktet Tylos och familjen Tylidae.
Artens utbredningsområde är Bahamas. Inga underarter finns listade i Catalogue of Life.